# UN-Sonderberater

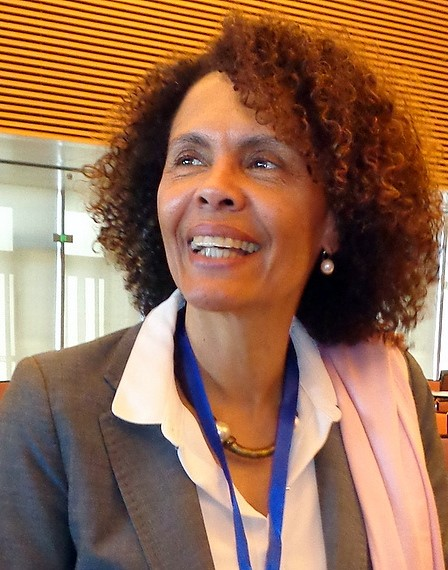
Cristina Duarte, UN-Sonderberaterin für Afrika (seit 2020)

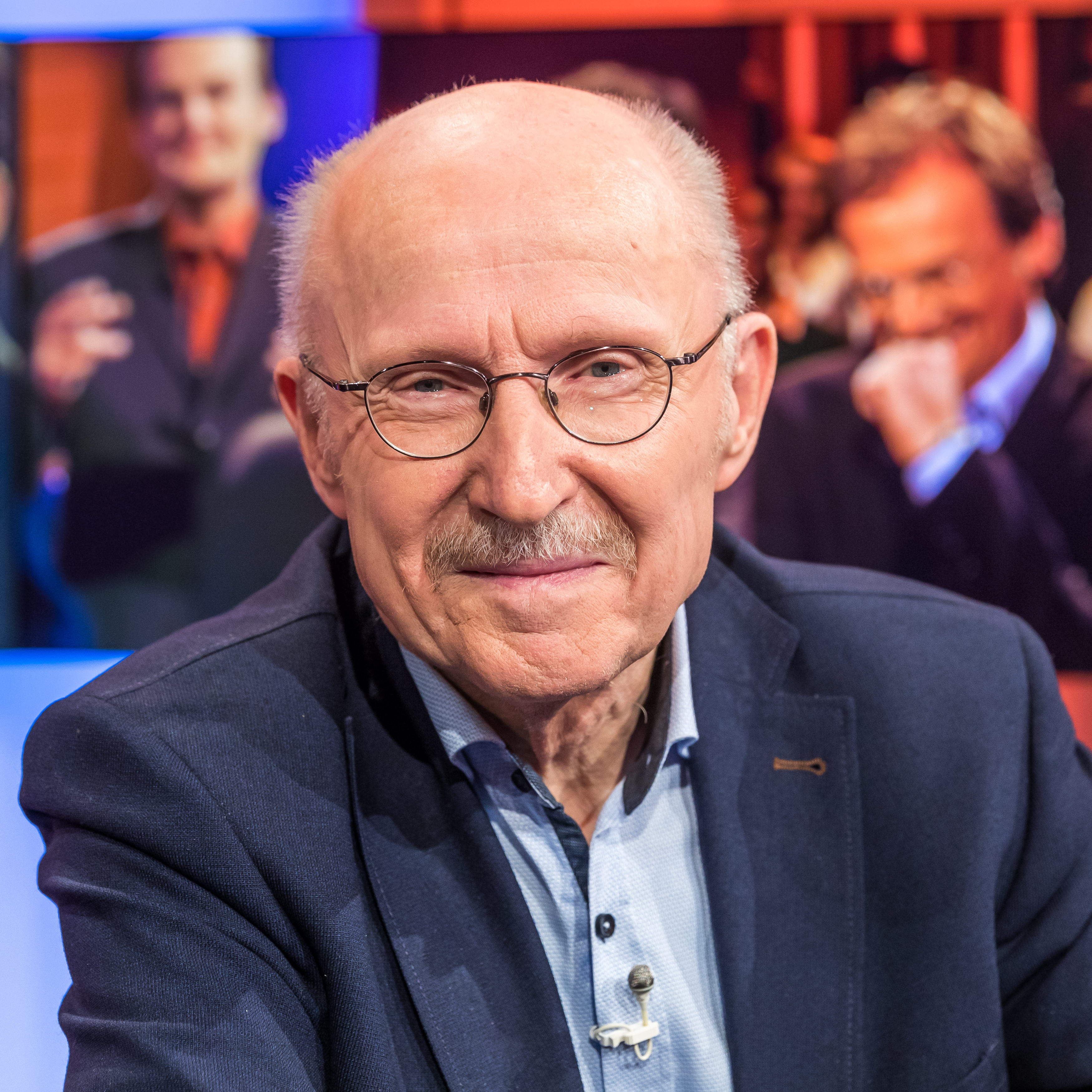
Willi Lemke, UN-Sonderberater für Sport (2008–2016)

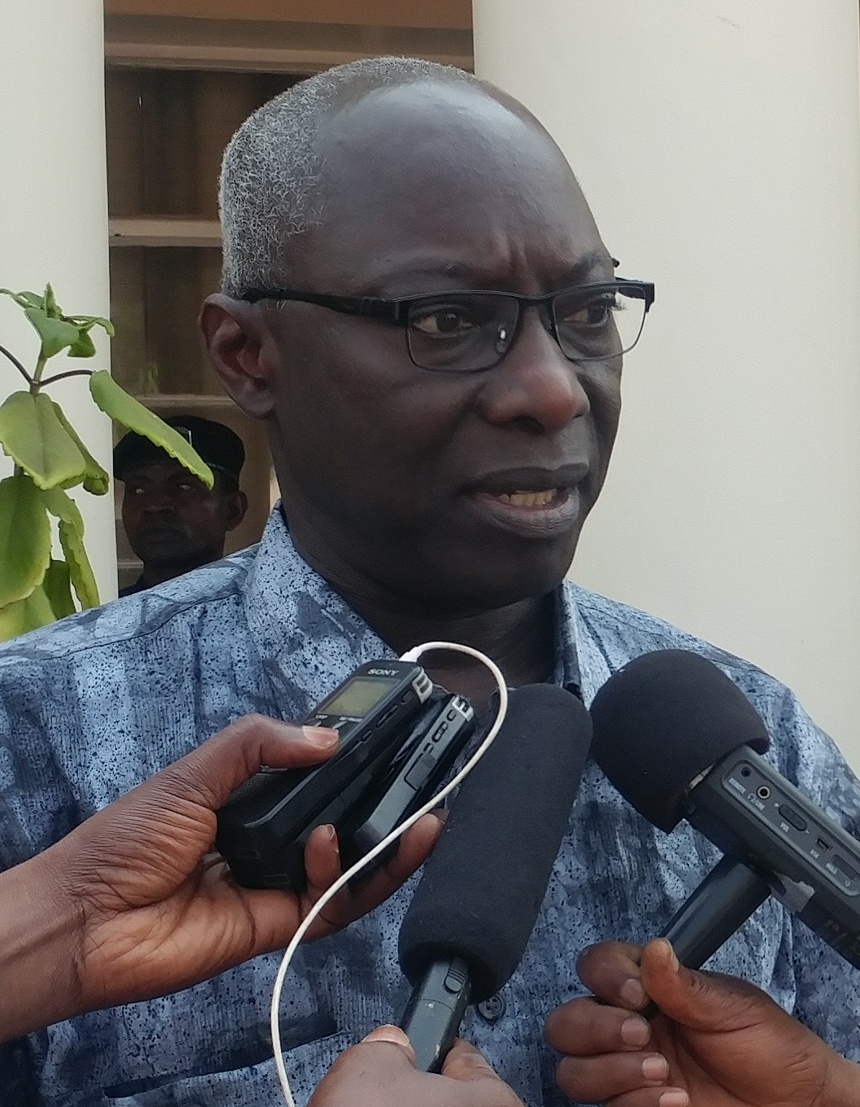
Adama Dieng, UN-Sonderberater für die Verhütung von Völkermord (2012–2020)

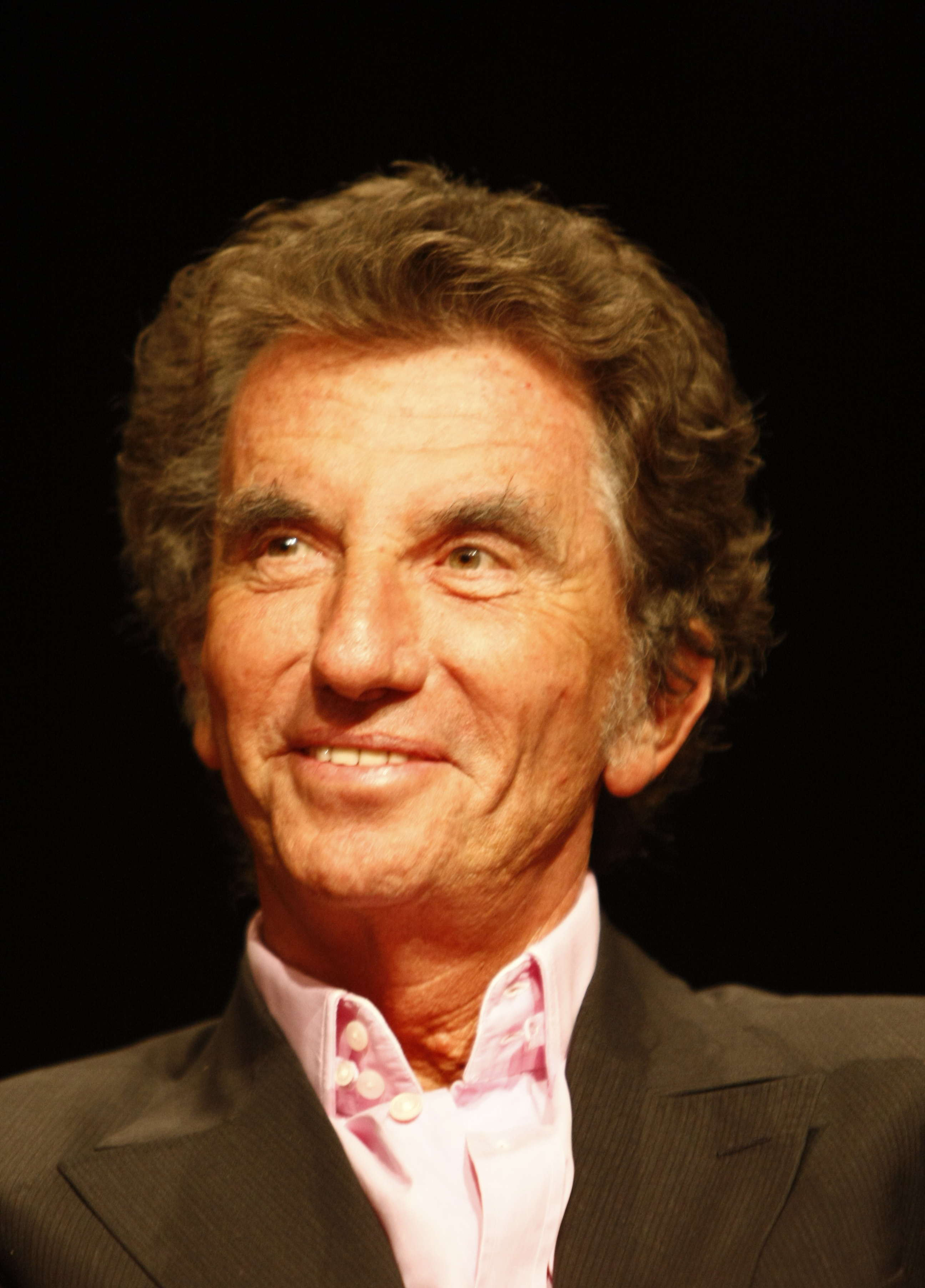
Jack Lang, UN-Sonderberater für den Kampf gegen die Piraterie im Seeverkehr (ab 2010)

Ein UN-Sonderberater, englisch Special Adviser of the Secretary-General (SASG), ist ein hochrangiger Funktionär bei den Vereinten Nationen, der vom UN-Generalsekretär für spezifische Problemfelder ernannt wird. Daneben gibt es UN-Sondergesandte (Special Envoy of the Secretary-General) und mit institutionalisierterem Rahmen UN-Sonderbeauftragte (Special Representative of the Secretary-General).

## Aktuelle UN-Sonderberater
(Stand November 2022)
- Robert Andrew Piper, australischer Diplomat, UN-Sonderberater  für Lösungen zur Binnenvertreibung (Special Adviser on Solutions to Internal Displacement), ernannt am 4. Mai 2022[2]
- Alice Wairimu Nderitu, kenianische Friedens- und Konfliktforscherin, UN-Sonderberaterin für die Verhütung von Völkermord (Special Adviser on Genocide) seit 2020[3]
- George Okoth-Obbo, ugandischer Jurist, UN-Sonderberater für Schutzverantwortung (Special Adviser of the Secretary-General on the Responsibility to Protect) seit Februar 2021[4]
- Cristina Duarte, kap-verdische Politikerin, UN-Sonderberaterin für Afrika (Special Adviser on Africa), ernannt im Juli 2020[5]

## Frühere UN-Sonderberater (Auswahl)
- Willi Lemke (1946–2024), deutscher Politiker und Sportfunktionär, UN-Sonderberater für Sport im Dienste von Frieden und Entwicklung von 2008 bis 2016
- Adama Dieng (* 1950), senegalesischer Jurist, UN-Sonderberater für die Verhütung von Völkermord von 2012 bis 2020
- Jack Lang (* 1939), französischer Politiker, UN-Sonderberater für den Kampf gegen die Piraterie im Seeverkehr ab 2010
- Jeffrey David Sachs (* 1954),  US-amerikanischer Ökonom, UN-Sonderberater der Millennium Development Goals von 2002 bis 2006
- Ibrahim Gambari (* 1944), nigerianischer Diplomat, UN-Sonderberater für Irak ab 2007
- Franz Baumann (* 1953), deutscher Diplomat, UN-Sonderberater für Umweltfragen und Friedensmissionen der Vereinten Nationen bis 2015
- Joseph Legwaila (* 1937), botswanischer Diplomat, UN-Sonderberater für Afrika ab 2006
- Juan Ernesto Méndez (* 1944), argentinischer Rechtswissenschaftler, UN-Sonderberater für die Verhütung von Völkermord von 2004 bis 2007
- Robert Serry (* 1950), niederländischer Diplomat, 2014 UN-Sonderberater nach der Annexion der Krim durch Russland 2014